# Tagesschau
A Tagesschau az ARD német regionális közmédiumokat tömörítő társaság híradója, amit az ARD-aktuell szerkesztősége készít és naponta több kiadással jelentkezik a Das Erste csatornán. A hamburgi Norddeutscher Rundfunk (NDR) készíti.

## Története
1952. december 26-án indul el az első adás, 5 nappal az NDK televízió Aktuelle Kamera kezdése után. A hírműsor ekkor még film bejátszásokból és képekből állt, interjúk még nem készültek. 1956. október 1-től hétfőtől szombatig napi kiadással jelentkezik. 1960-ban az időjárás-jelentés külön szerkesztőséget kap a Hessischer Rundfunktól.
A Tagesschau kezdete óta minden műsor főcíme gong ütéssel kezdődik, ami a későbbiekben kiegészül a Hier ist das Erste Deutsche Fernsehen mit der Tagesschau (Ez itt az első német televízió a híradóval.) mondattal.
1970-től színesben készül a Tagesschau, megváltozik a stúdió díszlet, nagy jelentősége lett az ábráknak a híreknél. 1972-től a stúdióban bluexbox technikát alkalmaznak.
1976-tól lesz női műsorvezetője a Tagesschaunak Dagmar Berghoff személyében.
1978-ban elindul a Tagesthemen, amit a Tagesschau szerkesztősége készít. A késő esténként 30 perces adásokkal jelentkező műsor a kulturális és politikai események hátterével foglalkozik.
1988. július 25-én sztrájk miatt a műsort a Bayerischer Rundfunk készíti.
1992-ben elindul a reggeli 30 perces kiadás az ARD-Morgenmagazin részeként. 1997-ben megváltoztatták a műsor logóját, amiben a kék szín vált uralkodóvá. Elindították a műsor 17 órai kiadását a Tagesschau um Fünf (Hírek 5-kor) címen. A műsornak ekkor már déli, 13, 14, 15 és 16 órás kiadása is. 2000 és 2014 között a műsor főcímének a ritmusát és az ütemét megváltoztatták, ám nagy vonalakban így is hasonlított az eredeti főcímre. 2014-től új stúdiót kapott a műsor és a főcím zene ismét az eredeti lett. 
2007-től a műsor 16:9-es felbontásban is nézhető, 2009-ben pedig a tagesschau már mobil alkalmazásban ingyenesen elérhetővé vált Tagesschau-App néven az iPhone és az iPod Touchon is. Ezen intézkedést a DPA német hírügynökség, erősen kritizálta.

## Nézettsége
A Tagesschau esti 20 órás főkiadása Németország legnézettebb hírműsora, 2015-ben átlagosan 9,1 millió nézője volt az Ersten, ami 2014-es adathoz képest (8,9 millió fő) 200 ezer fős növekedést mutatott. A többi országos német televízióval mért piaci részesedése 32,7%-os. Nézettségben a Tagesschaut az RTL Aktuell, a közszolgálati ZDF Heute és a Sat1 Nachrichten híradói követik a sorban.

## Tagesschau főszerkesztői
| Név                   | Időszak   |
| Martin S. Svoboda     | 1952–1960 |
| Hans-Joachim Reiche   | 1960–1970 |
| Hartwig von Mouillard | 1970–1977 |
| Dieter Gütt           | 1978–1980 |
| Edmund Gruber         | 1981–1988 |
| Henning Röhl          | 1988–1991 |
| Gerhard Fuchs         | 1991–1993 |
| Ulrich Deppendorf     | 1993–1998 |
| Bernhard Wabnitz      | 1999–2005 |
| Kai Gniffke           | 2006 óta  |

## Érdekességek
- A műsor 5 nappal az NDK DFF televízió Aktuelle Kamera hírműsora után kezdte meg adását.
- A műsor fogható volt az NDK-ban is ám egy-egy térség földrajzi helyzete miatt nem tudta fogni az ARD műsorát, mint Drezda és térsége valamint Rügen térségében. A vételi lehetőségek a legjobbak az NSZK határ menti térségében illetve Nyugat-Berlin közelében voltak jobbak, a többi helyszínen alapvetően a vétel az időjárástól is függött.

## Külső hivatkozások
- Hivatalos honlap